# 崇恩浸信教會
崇恩浸信教會 （Praise & Grace Baptist Church，簡稱崇恩），屬香港浸信會聯會會員 。堂址位於旺角亞皆老街旺角商業大廈，現時的主任牧師是羅志強牧師。。

## 歷史
2005年5月1日開始聚會
崇恩浸信教會前身為屯門浸信教會的崇恩福音堂，於2007年崇恩正式於旺角上海街成立教會。
2013年再一次擴堂，由上海街的單位搬至亞皆老街的單位。

## 現況
崇恩浸信教會每周於星期日舉行二堂崇拜。現時教會定期參與參與崇拜人數約為140人。教會目前有超過20個小組，每周定期舉行小組聚會。

## 資料來源
1. ↑  香港教會更新運動 的存檔，存档日期2016-03-04.
2. ↑  香港浸信會聯會九龍區名單
3. ↑  .   [2012-12-13]. （原始内容存档于2016-03-04）.
4. ↑  香港教會更新運動事奉人員名單 的存檔，存档日期2016-03-04.
5. ↑  崇恩浸信教會-青少年區
6. ↑  屯門浸信教會建堂計劃書 的存檔，存档日期2016-03-05.
7. ↑  .   [2012-12-13]. （原始内容存档于2015-06-12）.

## 外部連結
- 崇恩浸信教會